# Animax Anison Grand Prix
L'Animax Anison Grand Prix (in giapponese 全日本アニソングランプリ) è una competizione musicale di musica per anime organizzata dalla Animax.

## Edizioni
- I edizione: luglio-agosto 2007
- II edizione: luglio-settembre 2008
- III edizione: giugno-settembre 2009
- IV edizione: giugno-settembre 2010
- V edizione: giugno-ottobre 2011